# Résolution 271 du Conseil de sécurité des Nations unies
Membres permanents
- Chine (Taïwan)
- États-Unis
- France
- Royaume-Uni
- URSS

Membres non permanents
- Algérie
- Colombie
- Espagne
- Finlande
- Hongrie
- Népal
- Pakistan
- Paraguay
- Sénégal
- Zambie

Résolution no 270 Résolution no 272
La résolution 271 du Conseil de sécurité des Nations unies est adoptée 11 voix contre zéro lors de la 1 512e séance du Conseil de sécurité des Nations unies le 15 septembre 1969, en réponse à l'incendie criminel de la mosquée Al-Aqsa à Jérusalem par Denis Michael Rohan, le Conseil a déploré les importants dégâts causés par cet incendie. Le Conseil a déterminé que cet acte exécrable ne faisait que souligner la nécessité pour Israël de respecter les résolutions précédentes des Nations unies et a condamné Israël pour ne pas l'avoir fait.
La résolution a été adoptée par 11 voix contre zéro; la Colombie, la Finlande, le Paraguay et les États-Unis se sont abstenus

### Sources
- (en) Cet article est partiellement ou en totalité issu de l’article de Wikipédia en anglais intitulé « United Nations Security Council Resolution 271 » (voir la liste des auteurs).

### Texte
- Résolution 271 Sur fr.wikisource.org
- Résolution 271 Sur en.wikisource.org